# Cumminsiella mirabilissima
Cumminsiella mirabilissima är en svampart som först beskrevs av Peck, och fick sitt nu gällande namn av John Axel Nannfeldt 1947. Cumminsiella mirabilissima ingår i släktet Cumminsiella och familjen Pucciniaceae.   Inga underarter finns listade i Catalogue of Life.

## Bildgalleri

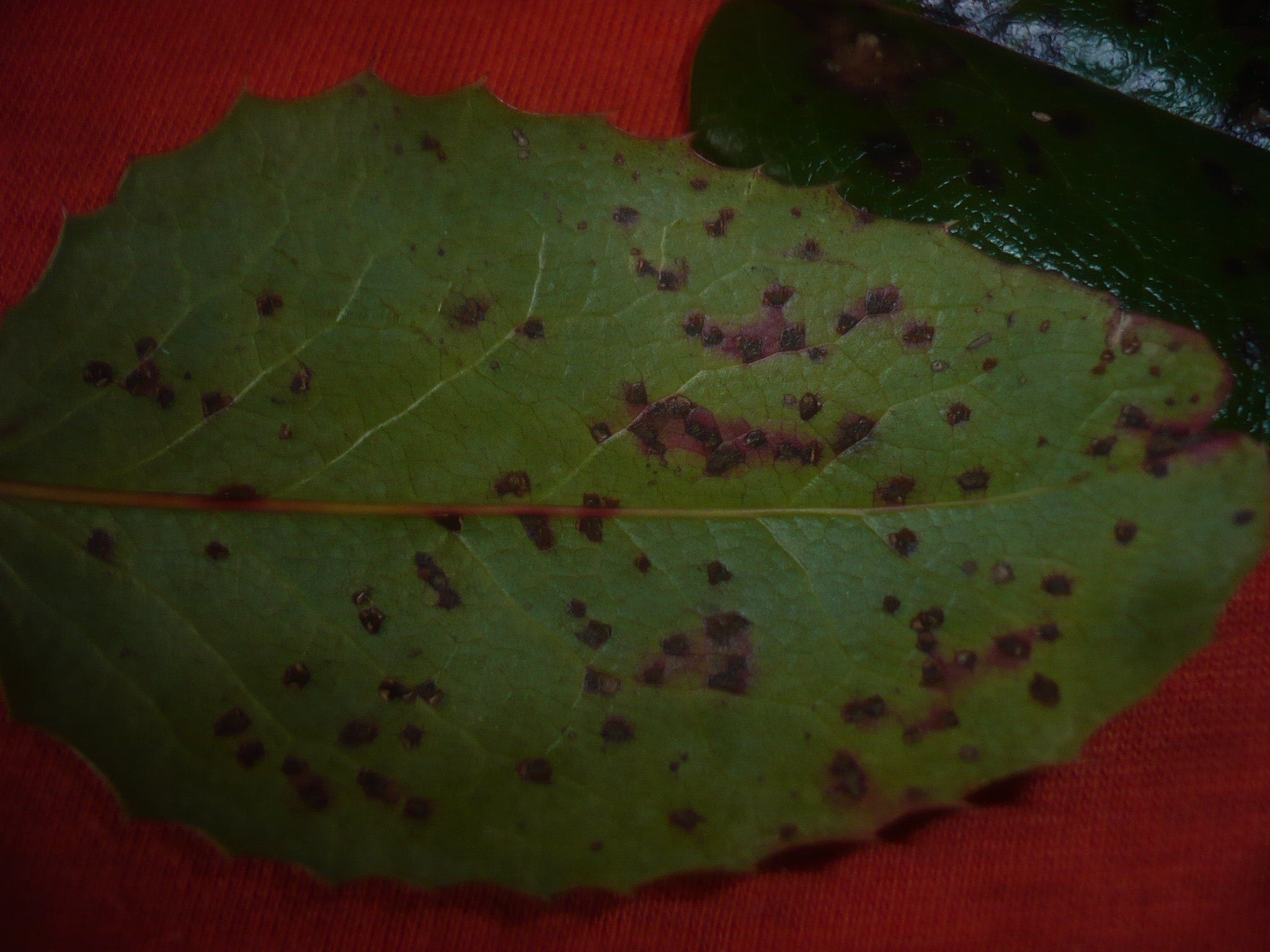